# Guy Gallopin
Pour les articles homonymes, voir Galopin.
Guy Gallopin, né le 23 janvier 1956 à Mondonville-Saint-Jean (Eure-et-Loir), est un directeur sportif d'équipe cycliste et coureur cycliste français. Il est à compter de 2016 directeur sportif du VS Chartres.

## Biographie
Professionnel de 1981 à 1987, il a notamment remporté Paris-Camembert et une étape du Critérium du Dauphiné libéré. En 2008, il est directeur sportif de l'équipe Auber 93. Ses frères Alain et Joël ont également été coureurs professionnels. Son neveu Tony l'est également à compter de 2008.

## Palmarès

### Amateur
- 1972-1980
  - 32 victoires
- 1977
  - Paris-Montargis
- 1980
  - Paris-Montargis
  - Paris-Orléans
  - Paris-Fécamp
  - Tour d'Eure-et-Loir
  - Prix des Vins Nouveaux

### Professionnel
- 1981
  - Paris-Camembert
- 1984
  - 2e étape du Critérium du Dauphiné libéré
- 1985
  - 2e étape du Tour du Vaucluse
  - 3e de Bordeaux-Paris
- 1986
  - 2e de Bordeaux-Paris
- 1987
  - 3e de Bordeaux-Paris

## Résultats sur les grands tours

### Tour de France
5 participations
- 1982 : abandon (13e étape)
- 1983 : 86e
- 1984 : 63e
- 1985 : 102e
- 1987 : 133e

### Tour d'Espagne
3 participations
- 1984 : abandon (17e étape)
- 1985 : abandon (18e étape)
- 1986 : 104e